# Place Richebé
La  place Richebé est un espace public urbain de la commune de Lille dans le département français du Nord en région Hauts-de-France.

## Situation et accès
La place Richebé est située dans le quartier de Lille-Centre entre la place de Béthune et le boulevard de la Liberté au-delà duquel s’étend la place de la République. Elle donne accès aux rues du Molinel, Gombert et  Jeanne-Maillotte. 
Elle est desservie par la station République - Beaux-Arts de la Ligne 1 du métro de Lille.

## Origine du nom
La place rend hommage à l’ancien maire de Lille Richebé. 

## Historique
La place est ouverte en 1864 lors de l’agrandissement de Lille de 1858 à l’emplacement de la porte de Béthune, des remparts démolis vers 1860 et de la rue du Rossignol qui longeait le rempart.
Elle est dénommée en 1866.

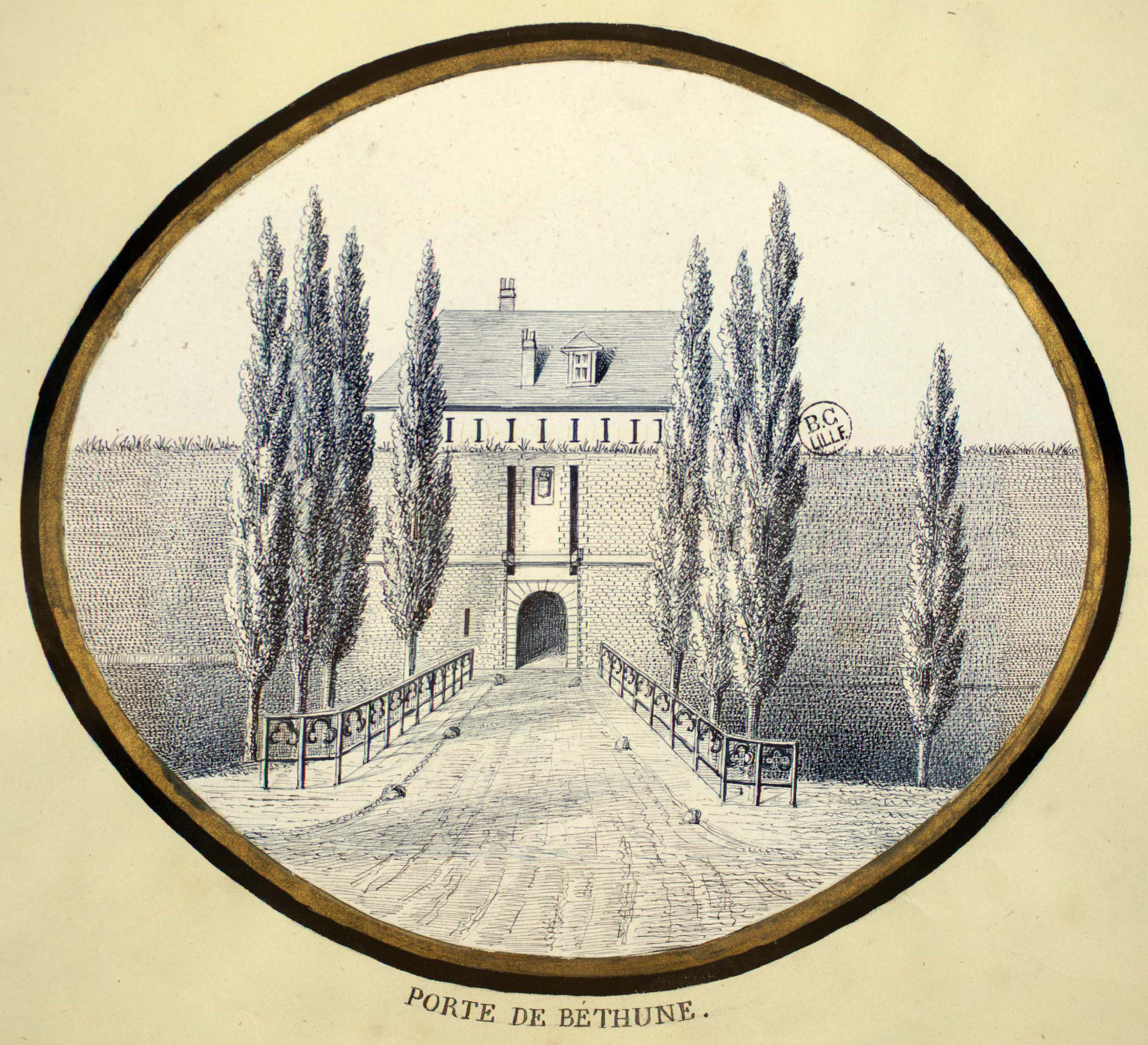
Porte Notre-Dame côté extérieur. Le site représenté par l’image du début du XIXè siècle est à l’emplacement de la future place Richebé.

La place  est dévastée avec les voies environnantes lors  du 
siège de 1914. 
L’immeuble du numéro 3 est une reconstruction de 1931 de style art-déco. D’autres immeubles épargnés par ces bombardements datent des années 1870, 1880. Un ensemble récent borde le côté sud-ouest de la place.

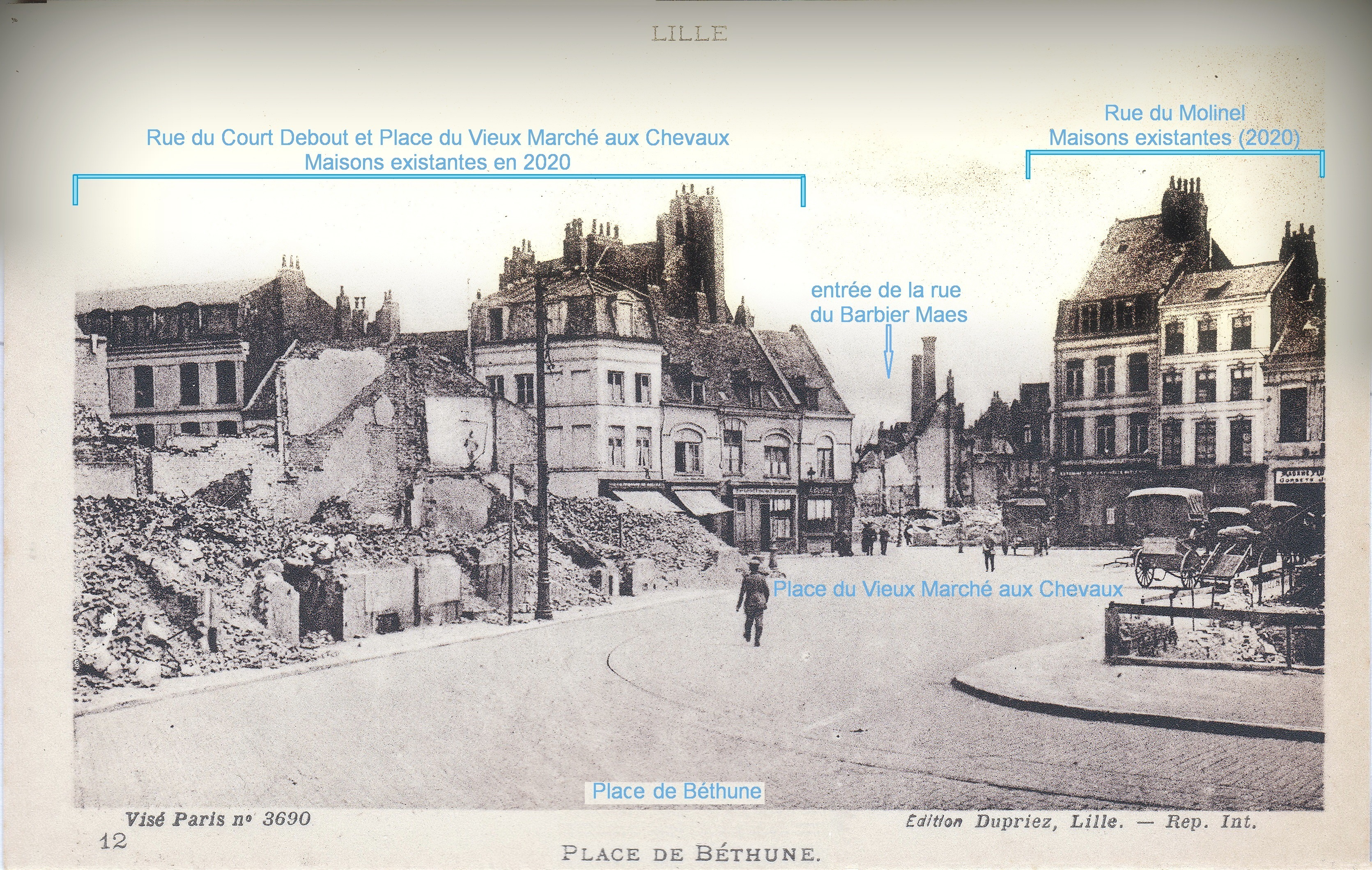
Destructions de 1914 de la place et de ses environs
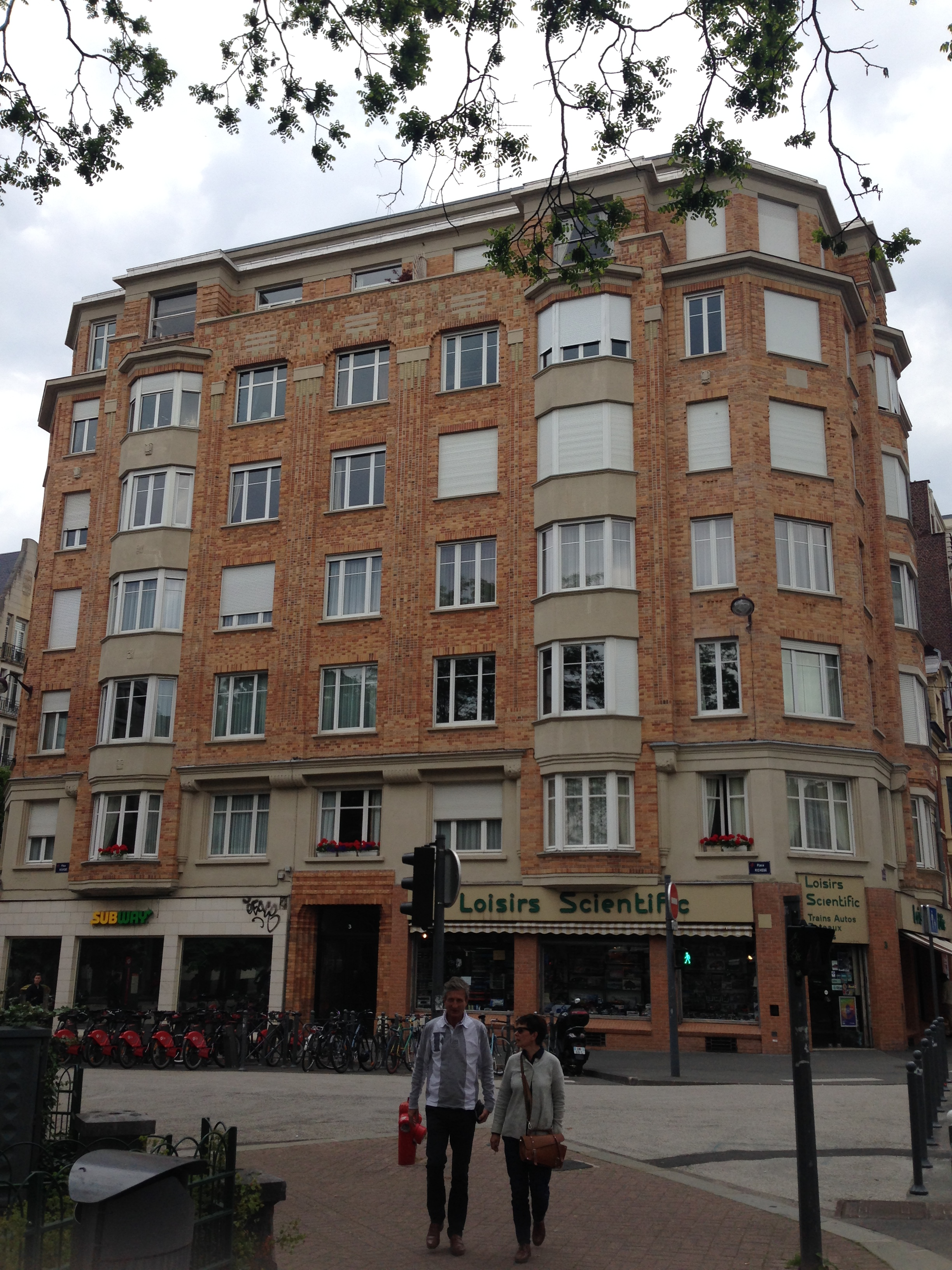
Immeuble du numéro 3 place Richebé

La place était parcourue par la voie unique des lignes de tramway E de 1940 à 1963 et B jusqu'en 1966  dans le sens nord-sud, la voie dans l'autre sens en direction de la gare passant par la rue du Molinel.

## La place auXXIesiècle
La place comprend un petit square derrière la statue du Général Faidherbe. Elle est longée à l'ouest par un important passage piétonnier, de la place de la République à la rue de Béthune au sud et à l'est par les deux axes de circulation du boulevard de la Liberté et de la rue du Molinel.

## Édifice remarquable
Monument au général Faidherbe.